# Hookov zakon
Hookov zákon [húkov ~] podaja raztezek ali skrček prožnega telesa pri deformaciji (raztezanju, stiskanju) z dano silo. Hookova sila za vzmet je zgled centralne sile. Raztezek ima nasprotno smer od vračajoče sile, ki vrača vzmet v prvotno stanje.
Zakon se imenuje po angleškem fiziku iz 17. stoletja Robertu Hooku, ki ga je prvič zapisal leta 1676 kot latinski anagram.. Rešitev anagrama je objavil leta 1678 kot: ut tensio, sic vis (»kakršen je raztezek, taka je sila«). V delu leta 1678 je navedel, da je pravilo odkril že leta 1660.

## Enačba
Velja:
{\displaystyle {\frac {\Delta l}{l}}={\frac {1}{E}}{\frac {F}{S_{0}}}\!\,.}
Pri tem je l dolžina neobremenjenega telesa, Δl raztezek (podaljšek, razteg) ali skrček v smeri delovanja zunanje sile F, S0 (začetni) prečni presek telesa, E pa prožnostni modul.
Če definiramo relativni raztezek ε kot razmerje med raztezkom (raztegom) Δl in dolžino neobremenjenega telesa l, (imensko) mehansko napetost σ pa kot razmerje med silo F in (začetnim) prečnim presekom S0, lahko zapišemo sorazmernost v obliki:
{\displaystyle \sigma =E\varepsilon \!\,.}
Da ločimo imensko napetost od dejanske (odvisne od trenutnega preseka telesa), jo običajno (sploh v strojništvu) označujemo tudi z R, tako da velja zveza med dejansko (pravo) {\displaystyle \sigma } in imensko napetostjo R:
{\displaystyle F=\sigma S=RS_{0}\!\,.}
Če vpeljemo koeficient raztezanja α kot obratno vrednost prožnostnega modula, lahko isto sorazmernost zapišemo tudi v obliki:
{\displaystyle \varepsilon =\alpha \sigma \!\,.}
Razmerje med relativnim raztezkom in relativnim prečnim skrčkom (zožitkom) se označuje z m
{\displaystyle m={\varepsilon  \over \varepsilon _{q}}\!\,,}
njegova obratna vrednost pa je Poissonovo število μ:
{\displaystyle \mu ={\frac {1}{m}}\!\,.}
Hookov zakon je linearna aproksimacija, ki velja, dokler sila ne prekorači meje sorazmernosti, oziroma meje elastičnosti. Zakon velja na primer za jeklo, praktično pa tudi za baker, aluminij, nekatere zlitine in les. Pri sivi litini velja potenčni zakon, določen s točnimi meritvami:
{\displaystyle \varepsilon =\alpha _{0}\sigma ^{n}\!\,,}
kjer je α0 ≈ 1/E, pri nateznih obremenitvah je n = 1,08, pri tlačnih pa n = 1,04. Za druge snovi je n lahko večji od 1 (npr. n = 1,14 do 1,16 za liti cink, granit, beton), ali manjši od 1 (npr. n = 0,7 za usnje, vrvi iz konoplje).

## Hookov zakon za silo
Raztezek je premosorazmeren s silo- če silo 2krat povečamo, se tudi raztezek 2krat poveča.

## Hookov zakon za vzmet
Za dano vzmet so l, S in E konstante, zato jih lahko zberemo v konstanto vzmeti k = E S/l. Hookov zakon lahko za ta primer prepišemo v enostavnejšo linearno obliko, ki povezuje silo in raztezek (razteg) oziroma skrček vzmeti:
{\displaystyle F=k\,\Delta x\!\,.}